# 대니 히긴보텀
대니얼 존 "대니" 히긴보텀(영어: Daniel John "Danny" Higginbotham, 1978년 12월 29일 ~ )은 잉글랜드와 지브롤터의 전직 축구 선수로 포지션은 수비수이다.
맨체스터 유나이티드, 로열 앤트워프, 더비 카운티, 사우샘프턴, 스토크 시티, 선덜랜드, 노팅엄 포리스트, 입스위치 타운, 셰필드 유나이티드, 체스터, 올트링엄 소속으로 뛰었으며 지브롤터 대표팀 선수로도 출전했다.